# Госплемстанция (Акмолинская область)
Госплемстанция — бывшее село в Целиноградском районе Акмолинской области Казахстана. Входило в состав Косшынского сельского округа.

## География
Село располагалось в центральной части района, на расстоянии примерно 28 километров (по прямой) к востоку от административного центра района — села Акмол, в 2 километрах к северу на тот момент административного центра сельского округа — села Косшы.
Абсолютная высота — 332 метров над уровнем моря.
В данный момент село составляет часть город Косшы.

## История
Упразднено 10 декабря 2009 года в связи с выездом всех жителей.

## Население
В 1989 году население села составляло 356 человек (из них немцы — 35%, русские — 32%, казахи — 22%).

В 1999 году население села составляло 370 человек (166 мужчин и 204 женщины). По данным переписи 2009 года, в селе проживали 372 человека (179 мужчин и 193 женщины).
| Численность населения | Численность населения | Численность населения |
| 1989                  | 1999                  | 2009                  |
| --------------------- | --------------------- | --------------------- |
| 356                   | ↗370                  | ↗372                  |